# 新加坡-劍橋普通教育證書普通水準
新加坡劍橋普通教育證書（普通水準）會考（Singapore-Cambridge General Certificate of Education (Ordinary Level) Examination，簡稱GCE 'O' Level）為新加坡教育部和英國劍橋大學地方考試委員會共同主辦的考試。新加坡的中學生在完成4年（特別或快捷課程）或5年（普通學術課程）中學教育後參加這項考試，考試成績為初級學院、高級中學、理工學院和工藝教育學院入學的重要標準。

## 簡介
考試的舉行時間根據考試性質而有所不同。所有筆試均在每年的十月下旬至十一月上旬舉行；語文科的口試分布在八至十月舉行，聆聽考試（包括音樂）則在七月及十至十一月某一天舉行；音樂和所有科學科的術科考試都在九至十月舉行。而母語科的筆試更會在同一年的五月多舉行一次，稱為中期試（Mid Year Exam）。所有欲報考這項考試的自修生均須在三月中旬報名，自修生報名時必須年滿15歲。考試成績會在第二年的一月下旬或二月上旬公佈，會考證書則在五月頒發。每科考試的考試費用不等，介乎37至87新加坡元之間。

## 考試課程
新加坡教育部轄下的新加坡考試與評鑑局負責制定考試大綱、考試模式及評分。所有考試科目均分為劍橋科目（Cambridge Subjects）和本地科目（Local Subjects）兩種。劍橋科目由劍橋大學地方考試委員會擬題，考卷被送往英國批改後會被送還新加坡；本地科目則由新加坡考試與評鑑局負責擬題，並由新加坡的中學老師批改。
2013年英文考試變革：
自2013年開始，O水準考試將新增45分鐘英語英語測試，筆試（試卷一）將增加對250字文章的語法修改。為加強學生英語應用能力，明年的O水準及N水準英語考試，將新增45分鐘聽力試題，占總分的10%。教育部為增強學生的英語應用能力，無論是快捷或普通源流的學生，明年O水準將須進行一項45分鐘的英語測試。而這部分的英語試題，將占英語考試成績的10%。這個試題包括針對文字題目（如：報告）回答問題，及為聆聽的段落做筆記。在寫作試題方面，學生須修改一篇長達250個字文章的語法，以測試他們對英文文法及語句的了解。在英文試卷二裏，將有一題“視覺式文字”（visual texts）如廣告或海報等，讓學生進行理解作答，這是為了加強學生詮釋媒體文學的能力。口試將不會有看圖討論的部分，而著重在“以英語為溝通工具”的形式上。例如要求學生針對一篇新聞報道進行討論，或發表一場演講。普通源流（工藝）的N水準學生，則須完成現實生活所會出現的任務，例如針對廣告、傳單等內容，填寫表格，完成一封書信申請等。
新增聽力測試包括兩部分內容（總分30，占總分比重10%，考試時間45分鐘）
| 考試內容                                                                   | 分數 |
| -------------------------------------------------------------------------- | ---- |
| 第一部分：考生將收聽到幾段錄音， 並根據錄音回答問題。每段錄音播放兩遍。    | 24分 |
| 第二部分：考生講聽到一段比較長的錄音，並對錄音做筆記。此段錄音只播放一遍。 | 6分  |

特別或快捷課程（Special/Express Course）的學生至少要報考6科，最多為9科。如果考生要報考第10科，必須先得到新加坡教育部的書面同意。考生所報考的考試中，必須包括下列科目：
- 英語
- 母語或第二語言（只有外國學生可以以第二語文代替母語）
- 綜合人文科，並可選修一科人文科目（英國文學、華文文學、馬來文學、淡米爾文學、歷史或地理）
- 數學，並可選修高級數學
- 至少一科科學（物理、化學、生物或綜合科學）

普通（學術）課程（Normal (Academic) Course）的學生可修讀的科目較特別或快捷課程的為少。考生至少要報考4科，最多為7科，其中必須包括下列科目：
- 英語；
- 母語或第二語言（只有外國學生可以以第二語文代替母語）；
- 數學；
- 人文科或科學；

高級母語考試只供特別課程的學生報考，但快捷或普通（學術）課程的學生可在校方准許下報考。

### 科目列表
科目每年均有增刪，直至2009年，基本科目如下：
劍橋科目：
| - 英國語文（1127） - 法文（3012） - 德文（3028） - 阿拉伯文（3186） - 印地文（3195） - 烏爾都文（3196） - 古吉拉特文（3199） - 旁遮普文（3203） - 孟加拉文（3204） - 緬甸文（3249） - 泰文（3260） - 日文（3261） - 數學（新版，4016） - 數學（4017） - 附加數學（4018） - 食物與營養學（6082） - 設計與科技（新版，7051） | - 附加數學（新版，4038） - 物理（5052） - 物理（新版，5057） - 化學（新版，5067） - 化學（5068） - 生物（5093） - 生物（新版，5100） - 综合科學（物理及生物）（新版，5117） - 综合科學（化學及生物）（新版，5118） - 综合科學（物理及化學）（5076） - 综合科學（物理及生物）（5153） - 综合科學（化學及生物）（5154） - 企業概論（7085） - 商業（7090） - 美術（6123） - 高級美術（6124） | - 會計原理（新版，7092） - 會計原理（7118） - 英語文學（新版，2014） - 英語文學（2015） - 歷史（世界史：1917-1991）（2138） - 歷史（2172） - 歷史（新版，2173） - 綜合人文科（2190 / 2192） - 地理（2234） - 地理（新版，2235） - 經濟（2284） - 聖經知識（2049） - 設計與科技（6049） - 音樂（6053） - 高級音樂（6055） |

註：綜合人文科課程包括一必考卷——社會科，以及一選考卷——地理、歷史、英語文學或華文文學。
| 本地科目（華文）： - 高級華文（1111） - 華文（1162） - 華文（特別課程）（1166） - 華文文學（2095） - 華文文學（配對課程）（2190 / 2192） | 本地科目（馬來文）： - 伊斯蘭宗教知識（2080） - 高級馬來文（1131） - 馬來文（1132） - 馬來文（特別課程）（1133） - 馬來文學（2091） | 本地科目（淡米爾文）： - 高級淡米爾文（1141） - 淡米爾文（1142） - 淡米爾文學（2099） |

本地科目（英文）：
- 伊斯蘭宗教知識（2085）

而母語B，即華文B（1163）、馬來文B（1134）和淡米爾文B（1143），則並不是普通水準科目。
註：括號內為科目代碼

## 成績等級及考試用途
考試成績以A1、A2、B3、B4、C5、C6、D7、E8、F9等九級表示，C6級為合格。而母語B的考試成績則只會以良好、合格及不予評級等三級表示，並且不會計算在成績總績點內。
放榜後，考生可透過聯合招生辦法（Joint Admissions Exercise）申請入讀初級學院、高級中學、理工學院或工藝教育學院。申請入讀初級學院或高級中學的學生，總績點不得高於20分，英語至少要考獲C6級，母語（或第二語言）至少D7級，數學至少C6級。

### 成績總績點如何計算
成績總績點（Aggregate Score）由會考中的特定六科（L1R5，用於初級學院）或五科（L1R4，用於高級中學；或EL1R2B2，用於理工學院）結合而成；A1為1分，A2為2分，如此類推，分數越少代表考生越優秀。總績點在特別情況下可以獲得減少：如考生在課程輔助活動（CCA）獲A2級或以上可減少2分，獲B3至C6級則可減少1分；考生若在英國語文和高級母語同時考獲合格或以上，而又申請入讀初級學院，可減少2分。總績點最多只可獲得4分的減少。
字母代號
- L即First Language 第一語文；有英國語文，和高級母語。
- R即Relevant Subjects相關科目（包括必考科目以及由個別申請入讀的學校定的可選科目）
- B即Best Subjects最好成績的科目
- EL即English Language英國語文科

申請入讀高中/工院/工教院
- 申請入讀初級學院（兩年制高中）用的是L1R5；就是一科第一語文(英國語文科或高級母語)和五科相關科目（一科人文科目，一科數學或科學，一科人文科目或數學或科學，及兩科其他相關科目）。
- 申請入讀高級中學（三年制高中）用的是L1R4；就是一科第一語文(英國語文科或高級母語)和四科相關科目（兩科人文科目或數學或科學，及兩科其他相關科目）。
- 申請入讀理工學院用的是EL1R2B2；就是一科英國語文科、兩科相關科目（一科數學，及一科其他相關科目）和兩科最好成績科目。
- 申請入讀工藝教育學院用的是EL1R2；就是一科英國語文科和兩科相關科目。

注意：雖然一般上，考高級母語試卷的考生都會同時考母語試卷，在計算總績點時不能同時使用高級母語和母語成績，即兩者中只能選其一。換言之，在計算L績點（語文科績點）時若用高級母語成績，母語成績將不能用在計算R績點（相關科目績點），也不能用在計算B績點（最好成績科目績點）。因此有時就算高級母語成績優於英國語文成績，爲了得到更好的總績點，不得不用英國語文成績計算L績點，以便能夠用母語成績（或高級母語成績）計算R績點。

## 試題出版
新加坡考試與評鑑局和英國劍橋大學地方考試委員會共同授權某幾家出版社出版考試的歷屆試題，一般是十年一冊，所以當地學生稱之為「Ten Year Series」（华人学生有“十年考题”的称法）；但也有多至二十年一冊的；亦有少至五年一册的。学校通常都會購買這些試題作練習之用。現時新加坡共有四家發行商獲授權出售試題，包括：
- Dyna Publisher Pte Ltd
- Hillview Publications Pte Ltd
- Shing Lee Publishers Pte Ltd
- Singapore Asian Publications (S) Pte Ltd

## 走入歷史
2019年，新加坡教育部表示該考試將於2026年舉辦最後一屆。從2027年開始，所有中四學生將會應考全新的新加坡-劍橋中等教育證書（Singapore-Cambridge Secondary Education Certificate (SEC)）。

## 外部連結
- 新加坡教育部 （页面存档备份，存于）
- 新加坡考試與評鑑局 （页面存档备份，存于）